# Kaliko Kauahi
Kaliko Kauahi es una actriz estadounidense. Es conocida por su papel de Sandra en la serie de televisión de comedia Superstore de NBC. Además, interpretó el papel recurrente de la directora Kwan en la serie de Disney Channel, Raven's Home (2018-2019) y ha aparecido en programas de televisión como Parks and Recreation .

## Vida y carrera
Kaliko nació y creció en Lawai  en Kaua'i, en el sur de Hawái. Fue estudiante interna en las Escuelas Kamehameha en Honolulu. Asistió a la Universidad Loyola Marymount, donde estudió comunicaciones y artes escénicas.
Comenzó su carrera como actriz cuando tenía poco más de 20 años. Comenzó con papeles en cortometrajes y finalmente actuó en pequeños papeles en programas de televisión como Modern Family, Parks and Recreation (2013), The Big Bang Theory (2014) y Brooklyn Nine-Nine (2015). En 2015, obtuvo el papel recurrente de Sandra en Superstore y el 22 de mayo de 2019, NBC anunció que había sido ascendida a una serie regular para la temporada 5.

## Filmografía

### Películas
- Birds of a Feather (2011, como Hitomi)

### Televisión
| Año       | Título                          | Role                | notas                                                                      |
| --------- | ------------------------------- | ------------------- | -------------------------------------------------------------------------- |
| 2007      | Chuck                           | Mujer enfadada      | Temporada 1, episodio 6, "Chuck contra el gusano de arena"                 |
| 2010      | Chuck                           | Cliente             | Temporada 3, episodio 17, "Chuck contra los muertos vivientes"             |
| 2011      | Modern Family                   | Pedicuro            | Temporada 2, episodio 17, "Dos monos y un panda"                           |
| 2013      | Don't Trust the B---- in Apt 23 | Sra. Nguyen         | Temporada 2, episodio 12, "La fuga"                                        |
| 2013      | Parks and Recreation            | Khongordzol         | 2 episodios                                                                |
| 2014      | The Big Bang Theory             | Martha              | Temporada 7 Episodio 23, " La disolución del gorila "                      |
| 2014      | Legit                           | Masajista de Jim    | 1 episodio                                                                 |
| 2015      | Brooklyn Nine-Nine              | Brenda Hix          | Temporada 3, episodio 8, "Ava"                                             |
| 2018-2019 | Raven's Home                    | Director Kwan       | 4 episodios                                                                |
| 2015-2021 | Superstore                      | Sandra Kaluiokalani | 97 episodios; Reparto principal temporadas 5-6, temporadas recurrentes 1-4 |